# Certus Gearless Company
Certus Gearless Company Ltd. war ein britischer Hersteller von Automobilen.

## Unternehmensgeschichte
Das Unternehmen wurde 1907 in London gegründet. 1907 oder 1908 begann die Produktion von Automobilen. Der Markenname lautete Certus. 1908 endete die Produktion. Insgesamt entstanden nur wenige Exemplare.

## Fahrzeuge
Im kleineren Modell kam ein Zweizylindermotor zum Einsatz. Ein Vierzylindermotor von Aster mit 3000 cm³ Hubraum trieb das größere Modell an. Besonderheit beider Modelle war das Friktionsgetriebe.